# Мешеде
Мешеде (нем. Meschede) — город в Германии, районный центр, расположен в земле Северный Рейн-Вестфалия.
Подчинён административному округу Арнсберг. Входит в состав района Хохзауэрланд.  Население составляет 30 823 человека (на 31 декабря 2010 года). Занимает площадь 218,5 км². Официальный код  —  05 9 58 032.
Город подразделяется на 17 городских районов.
Знаменитые люди, которые родились в Мешеде – Вернер Пипер, Август Макке.
| Год  | Население |
| ---- | --------- |
| 1995 | 32 348    |
| 2000 | 32 879    |
| 2005 | 32 218    |
| 2010 | 31 219    |

## Фотографии

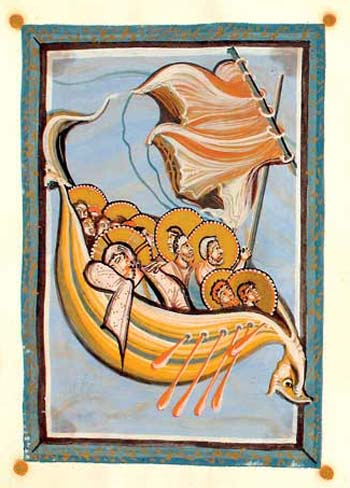
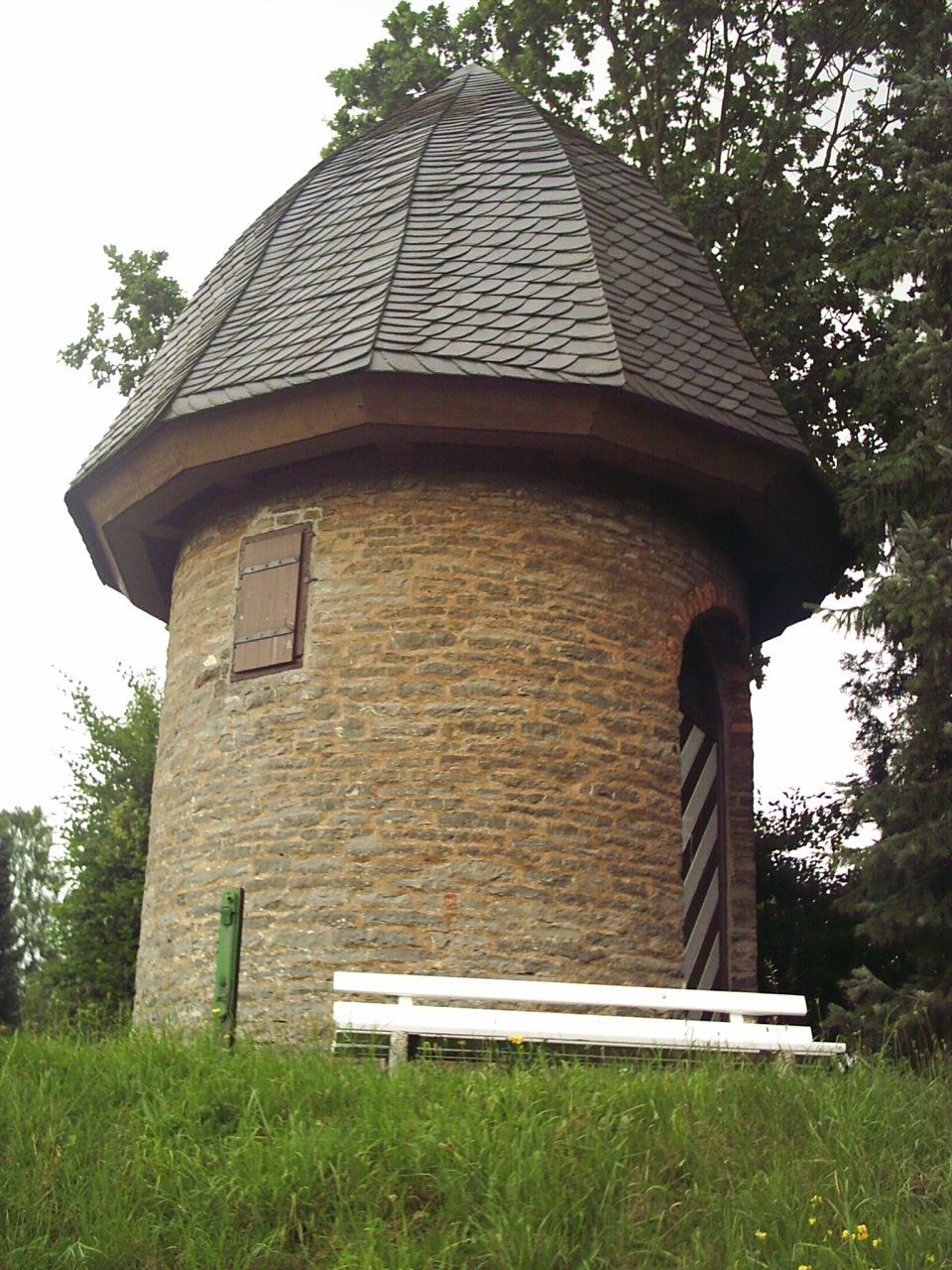
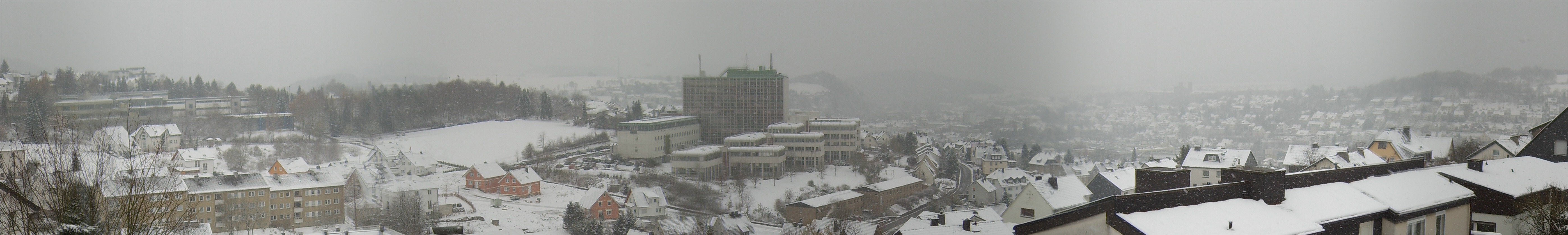
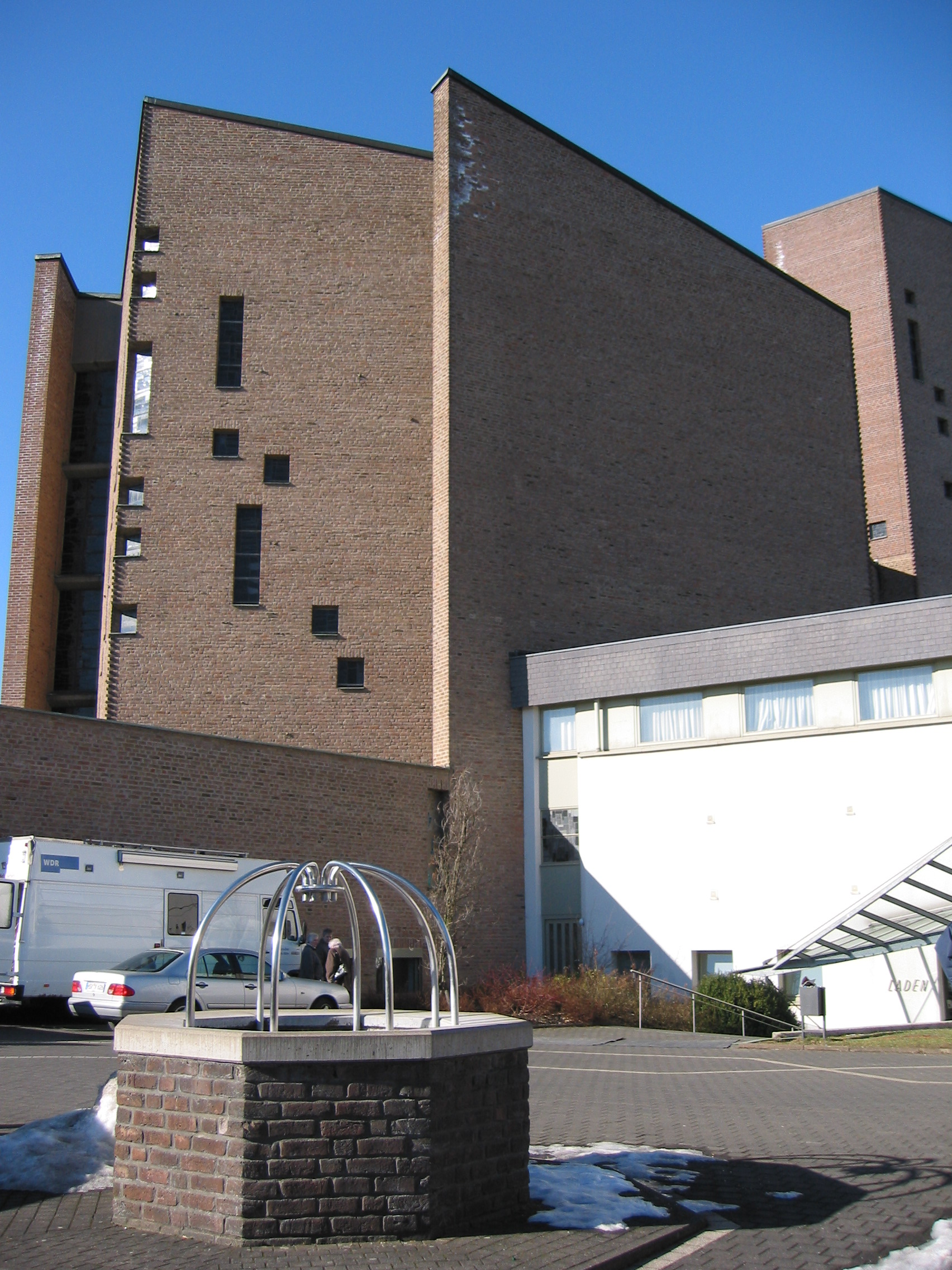
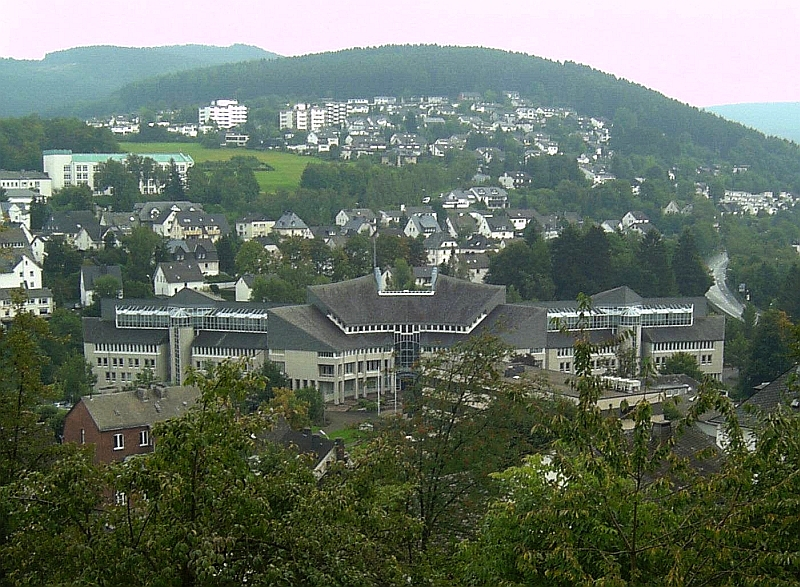